# Marie-Claire Kakpotia Koulibaly-Moraldo

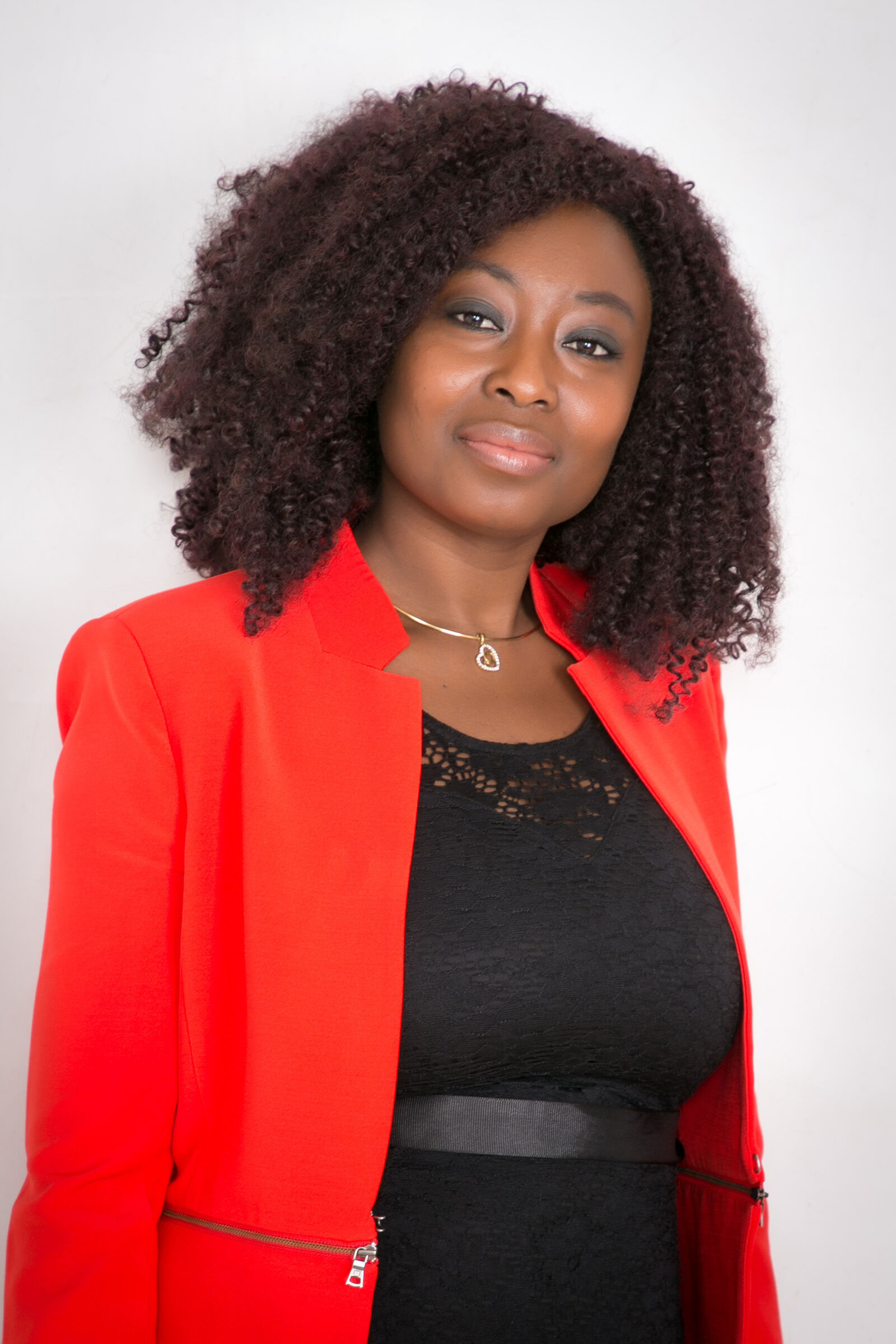
Marie-Claire Kakpotia - 2022.

Marie-Claire Kakpotia Koulibaly-Moraldo, née le 24 avril 1982 à Ferkessédougou en Côte d'Ivoire est une militante franco-ivoirienne pour les droits des femmes et des filles, Directrice-Fondatrice de l’ONG « Les Orchidées Rouges ».

## Biographie
Marie-Claire Kakpotia Koulibaly-Moraldo a été excisée à l’âge de neuf ans par une tante, à l'insu de ses parents.
Elle obtient un BTS de gestion commerciale et quitte la Côte d’Ivoire en 2005 à cause de la crise politique. Elle s’installe à Dakar au Sénégal et y travaille comme attachée commerciale. En 2007 elle élit domicile à Marseille, en France, reprend ses études et valide un master en management commercial chez Kedge Business School.
Le 7 décembre 2016, après une chirurgie réparatrice consécutive à sa mutilation, elle constate le manque d'associations d’accompagnement des femmes victimes d’excision en Aquitaine. Elle créé alors son ONG pour partager avec d’autres femmes le bien-être que sa reconstruction lui a apporté et pour combattre les mutilations génitales féminines ainsi que les violences faites aux femmes.
Marie-Claire Kakpotia milite pour l'éradication de l'excision, du mariage précoce, du mariage forcé et de toutes les autres formes de violences sexistes et sexuelles faites aux femmes. 
Avec le groupe Happy Business Women, elle agit pour la création d'entreprise et la reconversion professionnellement des femmes.
En septembre 2020, un « Institut régional de soins pour les femmes victimes de mutilations sexuelles » ouvre à Bordeaux ; Marie-Claire Kakpotia Koulibaly-Moraldo est à l’initiative de ce projet avec son ONG Les Orchidées rouges.

## L’ONGLes Orchidées Rouges
Marie-Claire Kakpotia crée l’ONG Les Orchidées rouges en mars 2017 à Mérignac. C’est la première ONG militant contre l’excision en Nouvelle-Aquitaine.
L'association lutte à Bordeaux et en Côte d’Ivoire pour l'éradication de l'excision, du mariage des enfants, du mariage forcé et des autres formes de violences à l'égard des femmes. L'association accompagne les femmes et les filles victimes d'excision et de mariage forcé dans leur reconstruction psychologique, physique et la réappropriation de leur corps.
En 2020, le 1er Institut Régional médico-psychosocial pour l'accompagnement des survivantes de mutilation sexuelles féminines et de mariage forcé ouvre ses portes à Bordeaux.
En 2021, un deuxième Institut est créé à Abidjan.
En 2023, le troisième centre de soins est inauguré à Lyon.

## Prix et reconnaissances
- Marie-Claire Kakpotia Koulibaly-Moraldo est lauréate du Global Woman Award 2018 décerné par la fondation Global Woman Peace[10] dans la catégorie survivante mobilisée à Washington[11]

- À Bordeaux, elle obtient en 2017 le prix de l'initiative décerné par la ville[12] pour la création de son association et la semaine d'action contre les violences faites aux femmes à Bordeaux.
- Elle est élue meilleure conférencière de la Quinzaine de l’égalité 2019, et reçoit la médaille de la ville pour son action contre l’excision et le mariage forcé en 2020[13].

- En 2020, elle reçoit, avec son ONG Les Orchidées Rouges, le Grand prix de la Fondation des Femmes, pour son projet de création de l'unité de soins régionale et pluridisciplinaire pour les survivantes d’excision et de mariage forcé.

- Le 1er Prix "Femmes en Chœur" lui est décerné par les Laboratoires Dr Pierre Ricaud en 2021, pour son engagement à améliorer la vie d’autres femmes en leur permettant de retrouver leur place dans la société[14].

- En 2022, elle est choisie comme Conseillère internationale au Women 7 de Berlin et rencontre le Chancelier allemand Olaf Scholz en vue du G7 2022 qui avait lieu en Allemagne.

## Pour approfondir